# تپه گراو برگشاد
تپه گراو برگشاد مربوط به هزاره اول قبل از میلاد است و در شهرستان بیجار، بخش مرکزی، روستای برگشاد واقع شده و این اثر در تاریخ ۲۴ فروردین ۱۳۸۲ با شمارهٔ ثبت ۸۰۷۳ به‌عنوان یکی از آثار ملی ایران به ثبت رسیده است.